# 井上澄和
井上 澄和（いのうえ すみかず、1951年〈昭和26年〉4月10日 - ）は、日本の政治家。福岡県春日市長（7期）。元福岡県議会議員（3期）。

## 来歴
福岡県筑紫郡春日村（後に春日町を経て現・春日市）に生まれる。春日町立春日中学校（現・春日市立春日中学校）、福岡大学附属大濠高等学校、西南学院大学経済学部卒業。
衆議院議員秘書を経て、1987年（昭和62年）に福岡県議会議員に初当選した。県議時代は自由民主党に所属した。
1999年（平成11年）、春日市長選挙に初当選。2019年（平成31年）、元市議の近藤幸恵を破り6選。2023年（令和5年）、新人の川崎英彦、近藤幸恵を破り7選され、全国の市長で最多と並ぶ7期目となる。

## 政策・主張
- 2001年（平成13年）、市長ら特別職と8人の部長による「出前トーク」を開始。毎年5月から11月にかけて35ある全地区の公民館などを回る。2015年時点で通算520回超という異例の施策となった[7][3]。
- 地域や保護者の意見を小中学校の運営に反映させる「コミュニティースクール」を実施。この施策には住民の積極的な支援があり、各地からの視察が年100回以上を数える全国モデルとなった[3]。
- 2020年（令和2年）6月8日、新型コロナウイルス対策の財源に充てるため、自身の7月から12月までの月額給与を20％減額すると発表した。副市長については15％、教育長については12％減額する[8]。